# جاك لين (لاعب كرة قدم أمريكية)
جاك لين (بالإنجليزية: Jack Linn)‏ هو لاعب كرة قدم أمريكية أمريكي، ولد في 10 يونيو 1967 في سيويكلي في الولايات المتحدة، وتوفي في 6 سبتمبر 2015 في Lehigh Acres, Florida ‏ في الولايات المتحدة.

## وصلات خارجية
- جاك لين على موقع مرجع كرة القدم المحترفة.كوم (الإنجليزية)